# Limburgse koffie

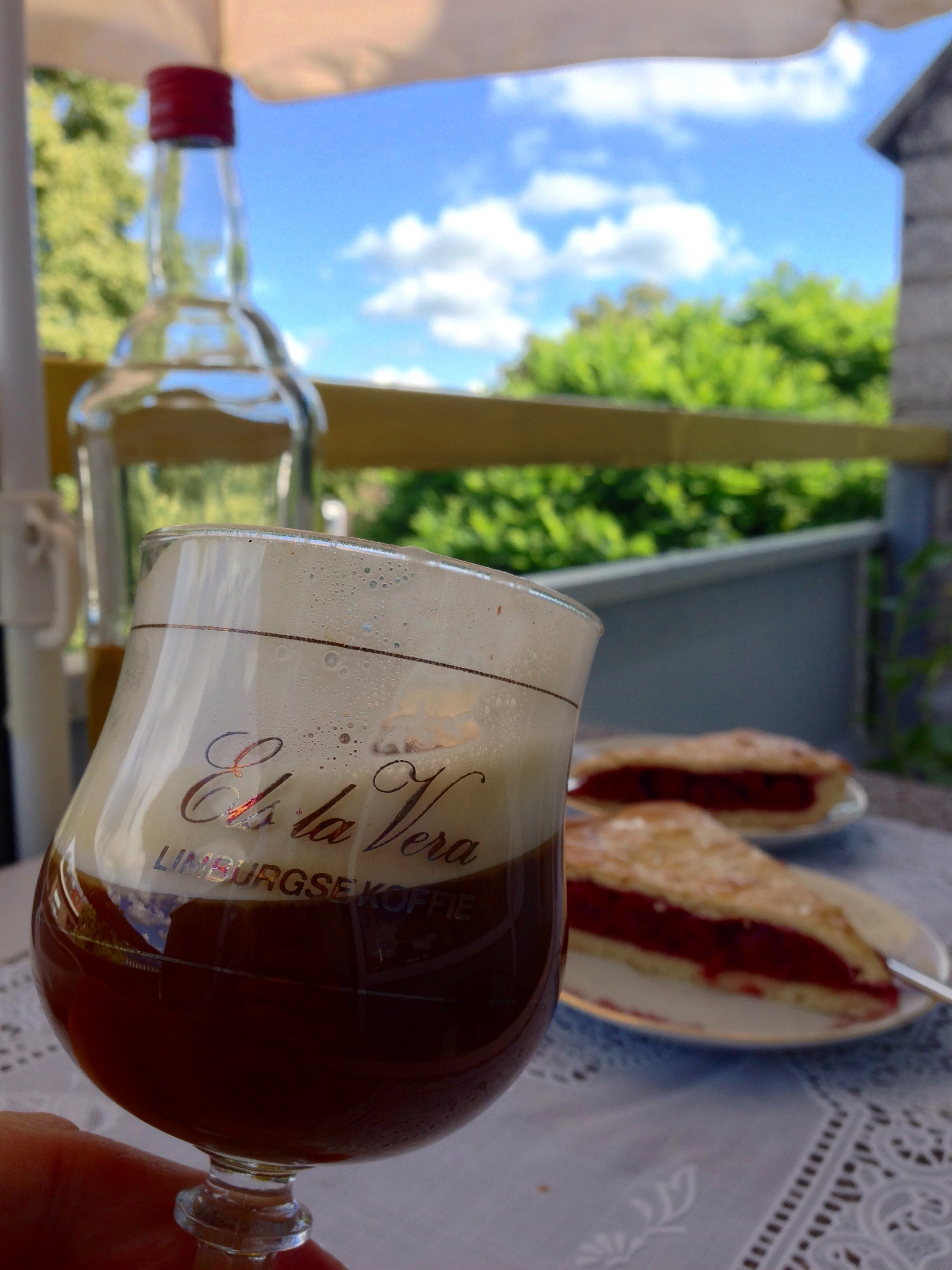
Limburgse koffie, in een daarvoor bestemd glasmodel, met twee stukken Limburgse vlaai op de achtergrond

Een Limburgse koffie bestaat uit een kop koffie, met daarin de van oorsprong Limburgse kruidenbitter Els La Vera (in Limburg veelal genoemd in de verkleinvorm Elske of Aelske), geserveerd. 
Bovendien komt er nog een theelepel gember bij. Het drankje wordt afgemaakt met een toefje slagroom.